# 楚勇
楚勇は太平天国の乱の時期に活動した湖南省出身の郷勇である。楚軍・宝勇ともいう。

## 活動

### 創設
1847年、ヤオ族の雷再浩が青蓮教徒を率いて崀山で蜂起し、官軍を打ち破った。新寧知県の李博と挙人の江忠源は数千人の団練を組織して各村の防衛にあたった。1849年、李沅発が蜂起した際には、新寧抜貢劉長佑・廩生劉坤一が団練を組織した。
1852年、太平天国軍が桂林への攻撃を開始した。劉長佑は故郷に戻って維新書院で講学を行っていたが、江忠源の要請を受けて出馬し、江忠源に従って戦いに赴くことになった。このときに正式に楚勇と名乗ることとなった。

### 蓑衣渡の戦い
楚勇は桂林城で太平天国軍を打ち破ることに成功した。太平天国軍は全州に転進し、筏を作り湘江を下って長沙を奪取する構えをみせた。江忠源は劉長佑の計を用いて、蓑衣渡に陣を張り、河中に杭を立てた。河を下ってきた太平天国軍が蓑衣渡に至ると、筏は水中の杭に当たって破壊され、さらに楚勇が火を放った。二日間におよぶ激戦の結果、太平天国の南王馮雲山が戦死した。蓑衣渡での勝利は楚勇の名声を大きく高めることとなった。

### 長沙の戦い
1852年8月、江忠源と劉長佑は5百名の精鋭を選んで湘江を下り、長沙城の北に駐屯した。劉長佑は長沙で長年暮らしてきたので、地形を熟知していた。長沙は東南の地形が高く、城中を俯瞰できることから、劉長佑は江忠源と相談して城の南側の天心閣に保塁を築いた。太平天国軍は80日間にわたって包囲したが、長沙城を陥落させることはできなかった。その間、天心閣で西王蕭朝貴が戦死し、太平天国は巨大な損失を受けた。

### 江忠源の死
1853年6月、江忠源は安徽巡撫となった。10月、太平天国軍は南昌の包囲を解いて西征を始めた。江忠源は湖北省の田家鎮で戦ったが、敗北し武漢に退いた。12月、廬州の守りについたが、胡以晃率いる太平天国軍に包囲された。兵糧が欠乏し、援軍は来ず、1854年1月14日に城は陥落し、江忠源は投水自殺した。

### 後期の活動
江忠源の死後、劉長佑が楚勇の指揮を引き継ぎ、江西省に駐屯して太平天国の翼王石達開との戦いにあたった。その後広西省で天地会が建てた大成国を鎮圧した。

## 湘軍との関係
湘軍には広義と狭義の概念がある。
広義の概念は太平天国の乱に対して結成された湖南人の郷勇という意味で、この場合楚勇も含まれる。この用法は王闓運の『湘軍志』にみられる。
狭義の概念は曽国藩が衡州で訓練した郷勇という意味で、この場合は楚勇は含まれない。

## 楚軍との関係
左宗棠が曽国藩の幕府を離れた後に独自に編成した郷勇も楚軍または楚勇という。

## 主な人物
- 江忠源
- 江忠義
- 劉長佑
- 劉坤一